# St. Nikolaus in Reichertshofen (Mittelneufnach)

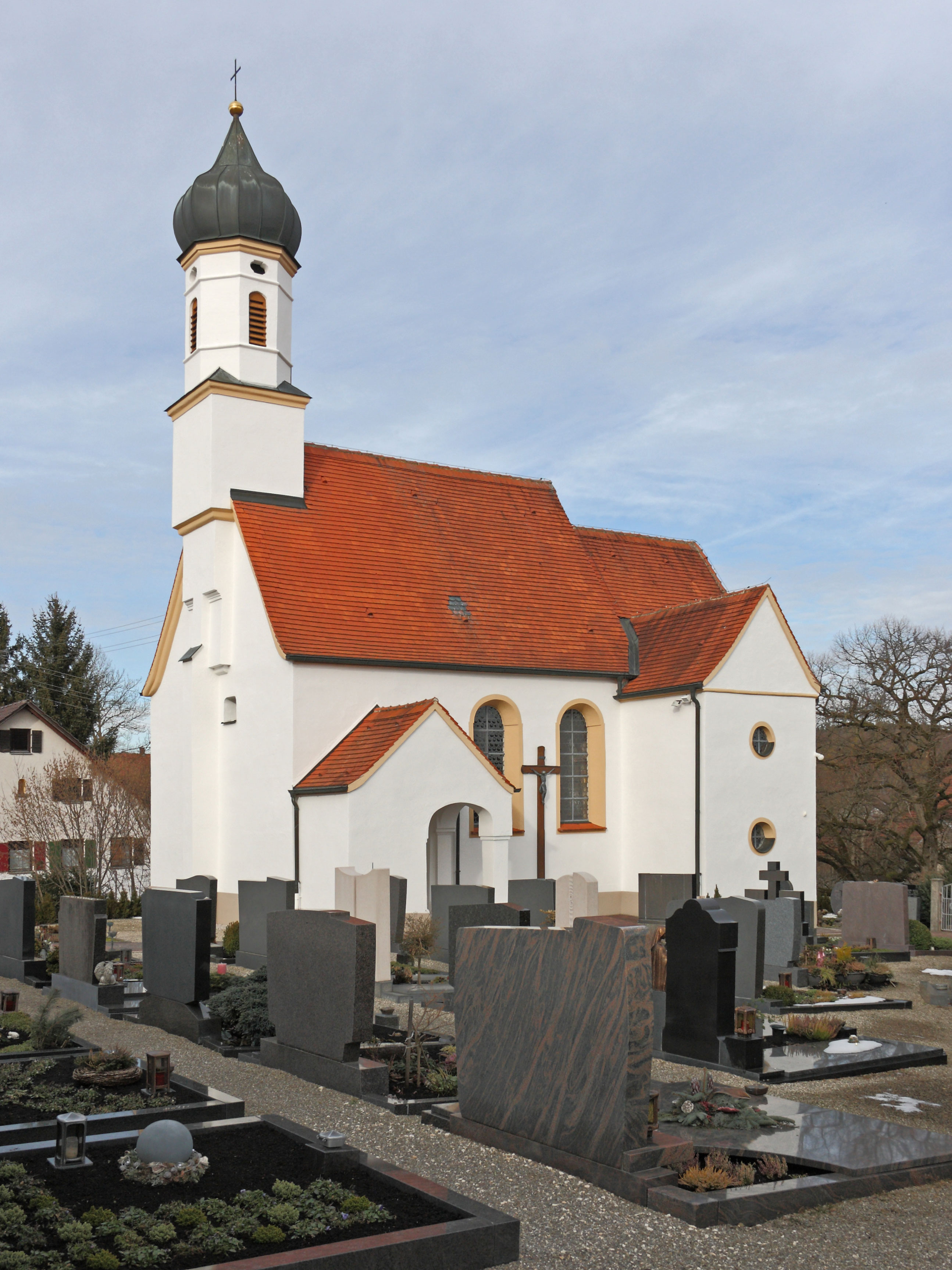
St. Nikolaus in Reichertshofen in Mittelneufnach

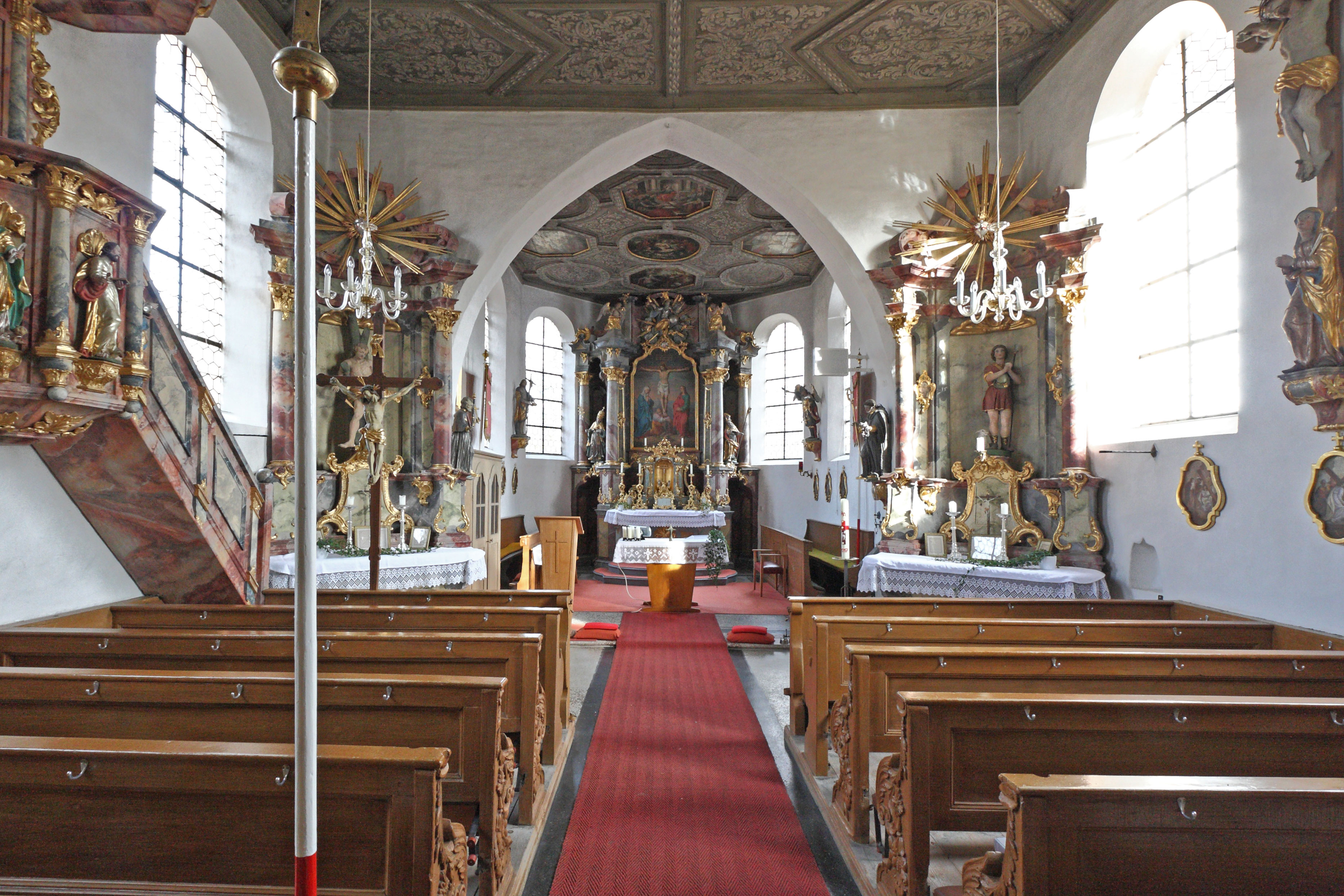
Innenraum

Die römisch-katholische Pfarrkirche St. Nikolaus steht in Reichertshofen, einem Gemeindeteil von Mittelneufnach im schwäbischen Landkreis Augsburg von Bayern. Das Bauwerk ist in der Liste der Baudenkmäler in Mittelneufnach als Baudenkmal unter der Nr. D-7-72-179-11 eingetragen. Die Pfarrei gehört zum Dekanat Schwabmünchen des Bistums Augsburg.

## Beschreibung
Die im Kern gotische Saalkirche wurde um 1710 durchgreifend verändert. Sie besteht aus einem Langhaus, einem eingezogenen, dreiseitig geschlossenen Chor im Osten und einer Sakristei an der Südwand des Chors. Über der Fassade im Westen erhebt sich ein quadratischer Giebelreiter, dessen achteckiges Obergeschoss den Glockenstuhl beherbergt, auf dem eine Zwiebelhaube sitzt. Der Innenraum des Langhauses ist mit einer Kassettendecke überspannt. Der Hochaltar wurde um 1763 aufgestellt. Auf dem Altarretabel ist Jesus Christus dargestellt. Über den seitlichen Durchgängen befinden sich die Statuen des Nikolaus von Myra und des heiligen Urbanus. 